# František Procházka (varhaník)
František Procházka (10. července 1817 – 22. října 1884) byl moravský učitel a varhaník.

## Život
Narodil se v Dambořicích v rodině učitele Antonína Procházky a matky Anny, rozené Böhmové. Od roku 1849 působil v Bučovicích jako učitel. Do historie obce se zapsal svoji dlouholetou kantorskou praxí, ale také jako rektor bučovické farní školy. Učil hře na různé hudební nástroje, sám byl vynikajícím varhaníkem, a mezi jeho žáky patřil i dirigent Arthur Nikisch. Od roku 1862 se věnoval také činnosti v pěveckém spolku Hvězda, který byl v tomto roce v Bučovicích založen bučovickým rodákem Rudolfem Kellnerem. Ve spolku působil František Procházka jako sbormistr a v letech 1872,1877 a 1882 zastával post předsedy spolku.
V roce 1882 založil František Procházka společně se svojí dcerou Annou Šperkovou v Bučovicích ženský vzdělávací spolek Osvěta. Paní Anna Šperková (23. 4. 1859 – 14. 10. 1922) se stala předsedkyní spolku.
U příležitosti výročí 40 let učitelské praxe byl vyznamenán zlatým záslužným křížem a jmenován čestným občanem města Bučovice.
Zemřel v Bučovicích v roce 1884 a je pochován na místním hřbitově.